# Franz von Leydig
Franz von Leydig, né le 21 mai 1821 à Rothenburg ob der Tauber où il est mort le 13 avril 1908, est un zoologiste et un spécialiste en anatomie comparée bavarois, découvreur des cellules de Leydig.

## Biographie
Seul garçon des trois enfants nés de Melchior et Margareta Leydig, Leydig a hérité du gout de son père pour le jardinage et l’apiculture. Leydig a rapporté par la suite que cet intérêt durant son enfance a été l’intérêt de toute sa vie pour la botanique et la zoologie. À l’âge de 12 ans, il a acquis d’un simple microscope, qu’il a utilisé durant la plupart de son temps libre.
Leydig commença, à partir de 1840, par étudier, à l’université de Munich, la philosophie, sujet qui comprenait, à l’époque, de très nombreux sujets. Insatisfait de l’enseignement de la zoologie, il intègre, à partir de 1842, l’université de Wurtzbourg, où il étudie la médecine sous Martin Münz (en) pour l’anatomie humaine, Friedrich Schenk pour la botanique et Franz von Rinecker pour de nombreux sujets. Il obtint son doctorat en médecine le 27 aout 1847 à Wurtzbourg. Il devint l’assistant de Albert von Kölliker à l’institut de physiologie, tout en enseignant l’histologie et l’anatomie développementale. En 1848, il est devenu prosecteur à l’institution zootomique de Würzburg. L’année suivante, il passe lecteur, puis professeur, le 9 mai 1855.
Au cours de l’hiver de 1850-1851, il effectua un voyage en Sardaigne, où il prit connaissance de la riche vie marine qui allait devenir le sujet de certains de ses recherches les plus importantes. Ce voyage, couplé avec son début de préoccupation avec la microscopie, a dirigé le cours de l’œuvre de sa vie.
En 1857, il devint professeur de zoologie et d’anatomie comparée à l’université de Tübingen, et publia sa principale contribution à la morphologie, son Lehrbuch der Histologie des Menschen und der Tiere, où il passe en revue les développements cruciaux dans l’histoire de l’histologie, y compris la découverte et la définition de la cellule par Jan Evangelista Purkinje, Gabriel Valentin et Theodor Schwann, qui a décrit la cellule comme une vésicule contenant un noyau en 1839.
Leydig a, en outre, rendu hommage à d’autres anatomistes contemporains, en particulier à Johannes Peter Müller pour son travail sur les glandes mettant l’accent sur la doctrine cellulaire pour la pathologie. Bien qu’il ait paru au moment où des sujets similaires, notamment le Handbuch der Gewebelehre des Menschen de Kölliker ou le Handbuch der allgemeinen und speciellen Gewebelehre des menschlichen Körpers de Joseph von Gerlach (1820-1896), l’ouvrage de Leydig donne néanmoins le meilleur compte de la croissance de l’anatomie microscopique comparative dans les deux décennies qui ont suivi les découvertes de Schwann.
En 1875, il devint professeur d’anatomie comparée à l’université de Bonn, où il devient également directeur de l’institut anatomique, puis directeur du musée zoologique et de l’institut zoologique. Il est ensuite passé Geheimer Medizinalrat et professeur émérite le 1er avril 1887. Au cours de sa vie, Franz Leydig a reçu de nombreux honneurs, y compris l’anoblissement et un doctorat honoris causa en sciences de l’université de Bologne. Il était membre de plusieurs sociétés médicales et scientifiques, y compris la Royal Society de Londres, la New York Academy of Sciences, l’Académie impériale des sciences de Saint- Pétersbourg et l’Académie royale suédoise des Sciences (1898).
Au premier rang des découvertes de Leydig est la cellule interstitielle nommée d’après lui « cellule de Leydig », qu’il a décrite dans son compte rendu détaillé des organes sexuels masculins. Ses travaux sur le tissu neuronal ont également influencé le zoologiste et explorateur polaire norvégien Fridtjof Nansen qui, avec Wilhelm His et Auguste Forel, ont été les premiers à établir l’entité anatomique de la cellule nerveuse.